# Joseph Melia
Pour les articles homonymes, voir Melia (homonymie).
Joseph Melia est un philosophe britannique travaillant dans les domaines de la philosophie des mathématiques, de la logique modale et des mondes possibles. Il a apporté d'importantes contributions au débat sur l'argument d'indispensabilité de Quine-Putnam, où il plaide en faveur d'une approche « rusée » du nominalisme mathématique,,. Il a également argumenté contre le modalisme et le réalisme modal de David Lewis,.

## Publications
- (en) Joseph Melia (dir.), Current Controversies in Metaphysics, Routledge, 2017, 92–102 p. (ISBN 978-0-203-73560-2), chap. Does the World Contain States of Affairs? No.
- (en) Joseph Melia, « Field's Programme: Some Interference », Analysis, vol. 58, no 2,‎ 1998, p. 63–71 (ISSN 0003-2638, DOI 10.1093/analys/58.2.63).
- (en) Joseph Melia, « Weaseling Away the Indispensability Argument », Mind, vol. 109, no 435,‎ 2000, p. 455–480 (ISSN 0026-4423, DOI 10.1093/mind/109.435.455).